# باتريشيا ماينارد
باتريشيا ماينارد (بالإنجليزية: Patricia Maynard)‏ هي كاتبة أغاني وممثلة بريطانية، ولدت في 16 فبراير 1942 في Beighton (ward) ‏ في المملكة المتحدة.

## وصلات خارجية
- باتريشيا ماينارد على موقع IMDb (الإنجليزية)
- باتريشيا ماينارد على موقع ميوزك برينز (الإنجليزية)
- باتريشيا ماينارد على موقع ديسكوغز (الإنجليزية)
- باتريشيا ماينارد على موقع قاعدة بيانات الفيلم (الإنجليزية)